# Amauropelta caucaensis
Amauropelta caucaensis là một loài dương xỉ thuộc họ Thelypteridaceae. Loài này được Georg Hans Emmo Wolfgang Hieronymus mô tả khoa học đầu tiên năm 1904.